# 奧氏石頜鯛
奧氏石頜鯛為輻鰭魚綱鱸形目鱸亞目鯛科的其中一種，分布於東南大西洋區的納米比亞海域，體長可達25.6公分，棲息在沿岸海域。